# Pleuroprucha paranaria
Pleuroprucha paranaria là một loài bướm đêm trong họ Geometridae.